# Safia Chamia
Cherifa Chamia, meglio nota con lo pseudonimo Safia Chamia, in arabo صفية الشامية (Libano, 3 gennaio 1932 – Tunisi, 17 dicembre 2004), è stata una cantante e attrice tunisina.

## Biografia
Suo padre era algerino e sua madre turca. Durante la sua permanenza a Parigi, Safia incontrò l'artista Mohamed Jamoussi che scrisse e compose canzoni per lei: Mahla kadek, ya Kalbi ma zelt sghir, ache fi omrek ma yétlaoueh e un'operetta chiamata Fatma ou Hamada. 
Venne scoperta dall'artista Abderrahman El Khatib che la sentì cantare in occasione del compleanno della sorella maggiore in Libano; compose la sua prima canzone intitolata Haouel ya ghanem haouel. 
Arrivò a Tunisi nel 1946 e il suo vicino, che spesso la sentiva cantare, la presentò a Mustapha Bouchoucha, capo del servizio musicale di Radio Tunisi, che le offrì di prendere lo pseudonimo di Safia, dal nome di una famosa cantante turca.
Imparò rapidamente a padroneggiare il genere della musica tunisina e ottenne popolarità ovunque.

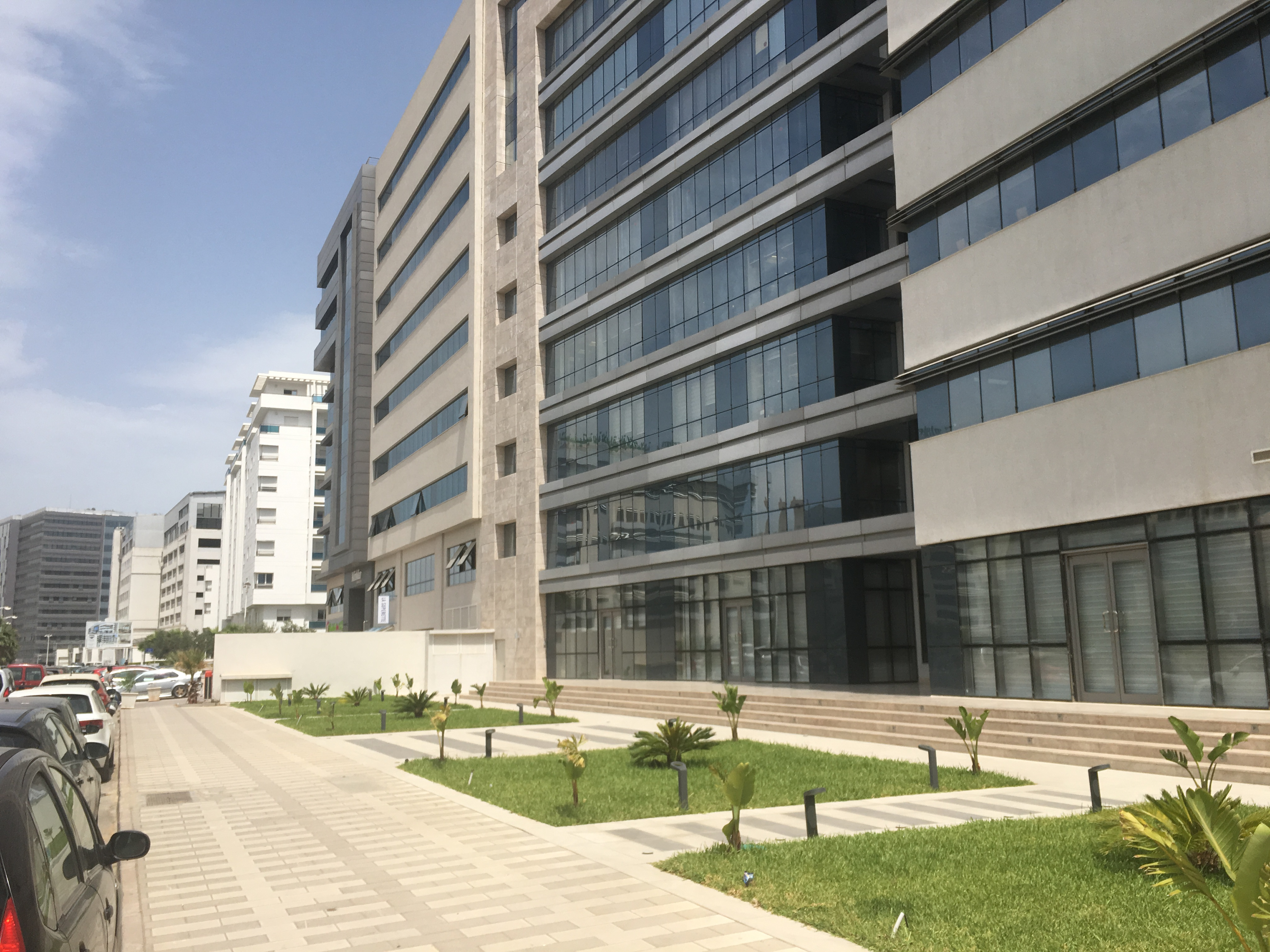
Avenue Safia Chamia nel North Urban Center di Tunisi.

Morì il 17 dicembre 2004 all'età di 73 anni e fu sepolta il 18 dicembre nel cimitero Sidi Yahia di El Omrane a Tunisi.